# 刘平梅
刘平梅，1920年出生于上海，祖籍广东中山，2007年11月8日病逝。中国托洛茨基主义者，中国共产主义同盟成员。

## 生平
1937年，和老师同学成立广东中山县青年战时服务团，宣传抗日，一年后被当地政府强行解散，刘平梅本人遭到通缉。1938年，读高中师范期间，应老师高擎宇的邀请，加入中国托洛茨基主义政党中国共产主义同盟。1941年初，在香港一家印钞厂工作。1941年12月18日，日军登陆香港时被刺伤几近丧命。
抗日胜利后，在广东一带教书为生，宣传托洛茨基主义，被国民党政府通缉搜捕。1949年建国前夕，广东托派组织几乎瘫痪，由他出面组织，勉强维持活动，组织工人读书会，学习列宁、托洛茨基著作。1952年12月22日，在家中被捕。1954年没有经过任何法律程序，被判处无期徒刑（广州市人民法院判决书市字第476号）。其前妻被判处10年有期徒刑，出狱后与其离婚。
文革期间，因为不认罪，在狱中同郑超麟、蒋振东一起被批斗。1972年，狱中的托派们被暂时安置在劳改农场。1979年，所有托派被正式释放。回到广州后开始研究中国托派史，2003年在香港出版《中国托派党史》。2007年11月8日病逝，遗体捐献广州市中山医科大学。

## 轶事
释放后从银行取出劳改期间七年的积蓄，但没有取走利息，理由是利息是剥削来的。

## 家庭
其妻同为托派，1954年被判处10年有期徒刑，出狱后与其离婚。育有一女。